# Hohokam

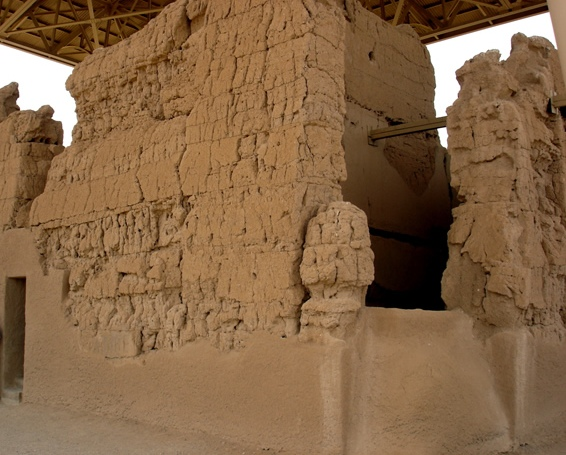
Foto da Casa Grande no Monumento Nacional das Ruínas da Casa Grande.

Um mapa que mostra a extensão da cultura Hohokam, tanto central quanto periférica, em relação às culturas Anasazi e Mogollon.

Hohokam era uma sociedade no sudoeste norte-americano no que é agora parte do Arizona, Estados Unidos, e Sonora, México. Os arqueólogos reconhecem Hohokam como uma cultura distinta, com constituintes nomeados como pessoas Hohokam. É uma das quatro principais tradições arqueológicas pré-históricas. As variantes ortográficas no uso oficial atual incluem Hobokam, Huhugam e Huhukam.
A diferenciação dessa cultura de outras da região ocorreu na década de 1930 pelo arqueólogo Harold S. Gladwin, que aplicou um termo existente na língua o'odham para classificar os restos que desenterrava no Vale do Baixo Gila. De acordo com o site do Serviço de Parques Nacionais dos EUA, hohokamé uma palavra pima (o'odham) usada por arqueólogos para identificar um grupo de pessoas que viviam no deserto de Sonora, na América do Norte.
O consenso entre os arqueólogos estima que a cultura Hohokam existiu entre 300 e 1500 d.C., com precursores culturais possivelmente indicados já em 300 a.C. Existem visões conflitantes sobre se a cultura Hohokam foi unificada politicamente; A cultura hohokam pode ter conectado comunidades vizinhas de outra forma não relacionadas, ajudando a sobrevivência no árido ambiente do deserto.
De acordo com as tradições orais locais, os Hohokams podem ser os ancestrais dos povos históricos Akimel O'odham e Tohono O'odham do sul do Arizona. Estudos recentes entre os Sobaipuri, ancestrais ancestrais dos Pima modernos, indicam que grupos de Pima estavam presentes nesta região no final da sequência hohokam.